# Formad
Formad, også kaldt fyldefoder (udtalt: fyl-fo'r), indledte tidligere middagsmåltidet, ikke mindst under 2. verdenskrig, da der var vareknaphed. Formadens funktion var at stille den værste sult inden man tog fat på hovedretten. Formaden kunne være forskellige former for suppe for eksempel kærnemælkssuppe eller sødsuppe eller det kunne være forskellige former for grød for eksempel byggrynsvandgrød, melgrød, øllebrød osv. Juleaften var ingen undtagelse, kun serveredes den mere festlige risengrød kogt med mælk.
Eksempler fra litteraturen: 
- Madam Rar serverer "Sagosuppe og Frikadeller" (Aprilsnarrene, 1826).
- Hos Levins begynder fredagsmiddagen med "Kødbollesuppe" (Indenfor Murene, 1912).

## Ekstern henvisning
- "formad" i ODS – dansk i perioden 1700 – 1950 Arkiveret 27. september 2007 hos  Wayback Machine
- "formad" i Jysk Ordbog Arkiveret 11. marts 2007 hos  Wayback Machine